# Odysia laetipicta
Odysia laetipicta är en fjärilsart som beskrevs av Louis Beethoven Prout 1931. Odysia laetipicta ingår i släktet Odysia och familjen mätare. Inga underarter finns listade i Catalogue of Life.